# Палаццо Бьянко
Палаццо Бьянко або Палаццо Лука Грімальді (італ. Palazzo Bianco, дослівно — Білий палац) — барокова споруда в історичному центрі Генуї. Належив до системи Палаццо-деі-Роллі, що в часи Генуезької республіки використовувався для прийомів важливих іноземних гостей.Входить в перелік палаців, оголошених пам'яткою світової спадщини ЮНЕСКО 13 липня 2006 року. Разом з Палаццо Россо і Палаццо Дорія-Турсі входить в музейний комплекс Музеі-делла-Страда-Нуова.

## Історія палацу, побутування та розташування
Білий палац розташований за теперішньою адресою на вулиці Віа Гарібальді, 11.  Первісний палац був побудований у 1530—1540 рр., Лукою Грімальді, представником одної з найбагатших родин Генуї. 1658 року палац перейшов у власність родини Франкі де Кандіо. 1711 року власницею палацу стала Марія Дураццо Бріньйоле, головний кредитор останнього власника споруди Федеріко де Франкі. Заможна Марія Дураццо замовила пристосування палацу під новітні умови і планувала передати його у володіння Джио Джакомо, свого родича. Реконструкцію провів архітектор Джакомо Віано у 1714—1716 рр. з декоруванням, подібним до сусіднього палацу Доріа-Турсі. Реконструкція була доволі значною і Джакомо Віано навіть переніс головний вхід зі схилу Сан-Франческо-ді-Кастеллетто,  на фасад, що виходив на парадний бік вулиці Страда Нуова.

## Перетворення на музей
Останнім власником палацу був Бріньйоле Сале, після чого його успадкувала мерія Генуї. За заповітом пані Марії Бріньйоле Сале де Феррарі, що померла 1889 року, палац був призначений для створення міської галереї Генуї. Марія Бріньйоле намагалась перетворити палац на картинну галерею незворотньо, тому віддала під призначення галереї власну збірку картин. Міська картинна галерея була відкрита для відвідин 1892 року на честь ювілея 400 років відкриття Америки західноєвропейцями і нібито генуезцем Христофором Колумбом. Ініціатива пані-благодійниці була підтримана — і багатії міста збільшували галерею приватними дарунками. Сама ратуша мала небагато коштів і її придбання були скромні.

## Формування колекцій
Злам XIX—XX ст. був періодом формування універсальних музеїв. Чого тільки не передавали в такі музеї (археологічні знахідки, старовинну зброю, етнографічні пам'ятки, монети і медалі, гравюри і стародруки). Майже все це і було в переліку первісних фондів картинної галереї — картини, скульптури, археологічні знахідки, історичні речі тощо. Музеєм на цьому етапі опікувався Гаетано Поджі (у 1906—1908 рр.), котрий був першим радником муніціпалітету Генуї з витончених мистецтв.

## Передачі в інші музеї і створення суто картинної галереї в XX ст

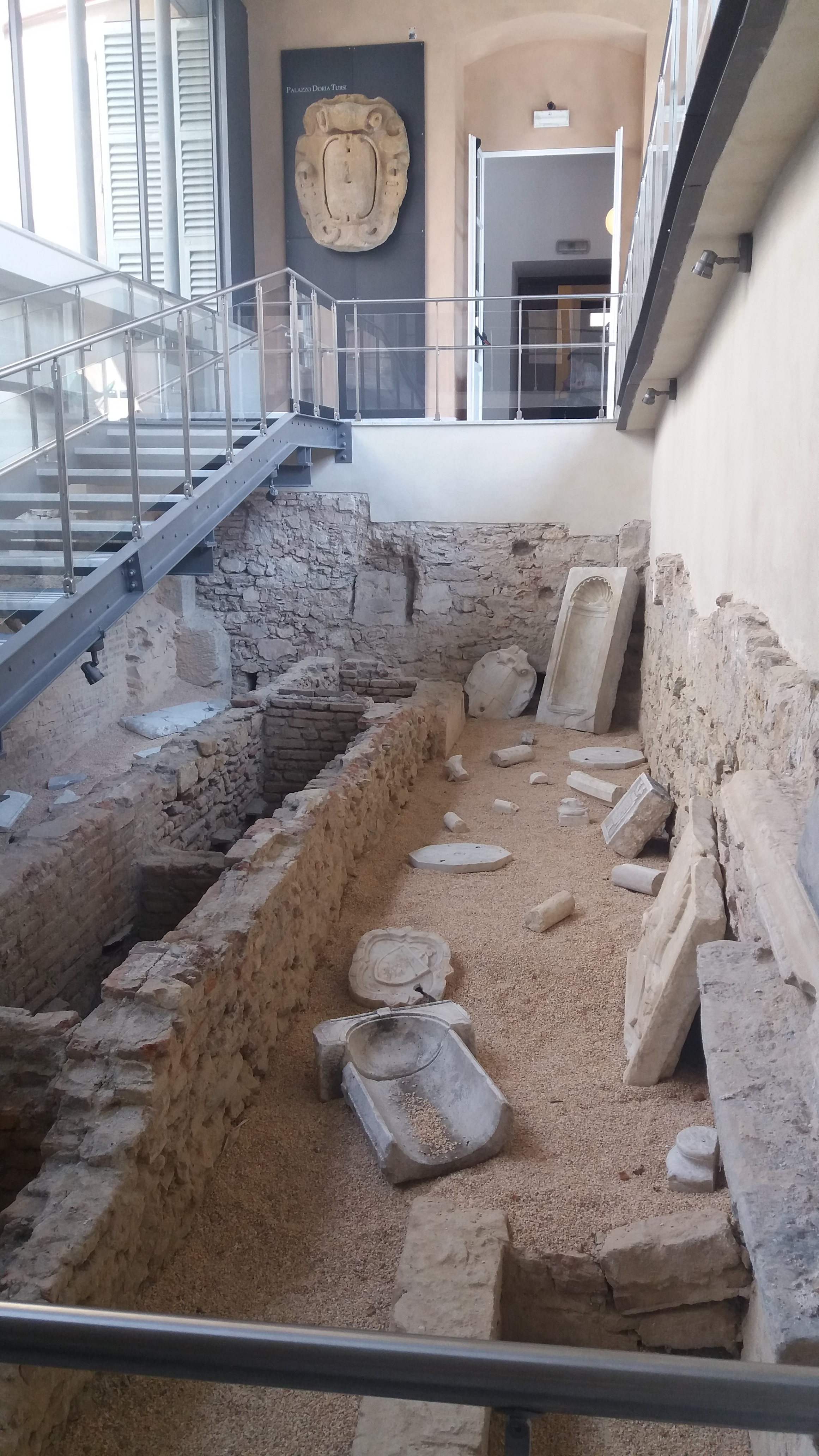
Залишки крипти Св. Франциска між палаццо Бьянко та Доріа-Турсі

1928 року керівництво музеєм перейшло до Орландо Гроссо, котрий і почав реконструкцію фондів та передачу непрофільних творів мистецтва та історичних документів і пам'яток у інші музеї. Була поставлена мета облаштувати в палаці лише картинну галерею.
В роки Другої світової війни приміщення Білого палацу суттєво постраждали від руйнації. Споруда була наново відбудована в тих же формах, що і за минувшини. Картинною галереєю почала опікуватись Катерина Марченаро, тодішня директорка створеного Департаменту красних мистецтв муніціпалітету Генуї. Над пристосуванням відновленого приміщення Білого палацу працювали архітектори Маріо Лабо і особливо Франко Альбіні, втручання котрого наблизило відбудований палац до вимог картинної галереї. Палаццо Бьянко був відкритий для відвідин вже 1950 року.
У 1970 р. Катерина Марченаро започаткувала та реалізувала нову радикальну перебудову експозиції і фондів. Приводом стало створення в Генуї нового художнього закладу — Музея Сант-Агостино, котрий спеціалізувався на скульптурі та врятованих фресках, знятих зі стін різних пам'яток міста. Так палаццо Бьянко став суто картинною галереєю. Відбулось і дослідження самих картин, де нібито було декілька творів Пітера Пауля Рубенса та Антоніса ван Дейка. Несподіванкою стало те, що  картини виявилися копіями, адже уславлених антверпенських митців постійно копіювали.
З усім тим картина галерея Палаццо Бьянко зосередила чимало оригіналів митців Іспанії, Франції, Фландрії, Венеції, Риму, Болоньї, самої Генуї.  Колекція картин Палацу Бьянко охопила твори від XVI до XVII сторіч. Низка картин створена митцями, що роками працювали в самій Італії, як місцеві (доволі рідкісні, наприклад венецієць Парасіо Мікелі), так і іноземні ( Матіас Стомер, Корнеліс де Валь, Симон Вуе).

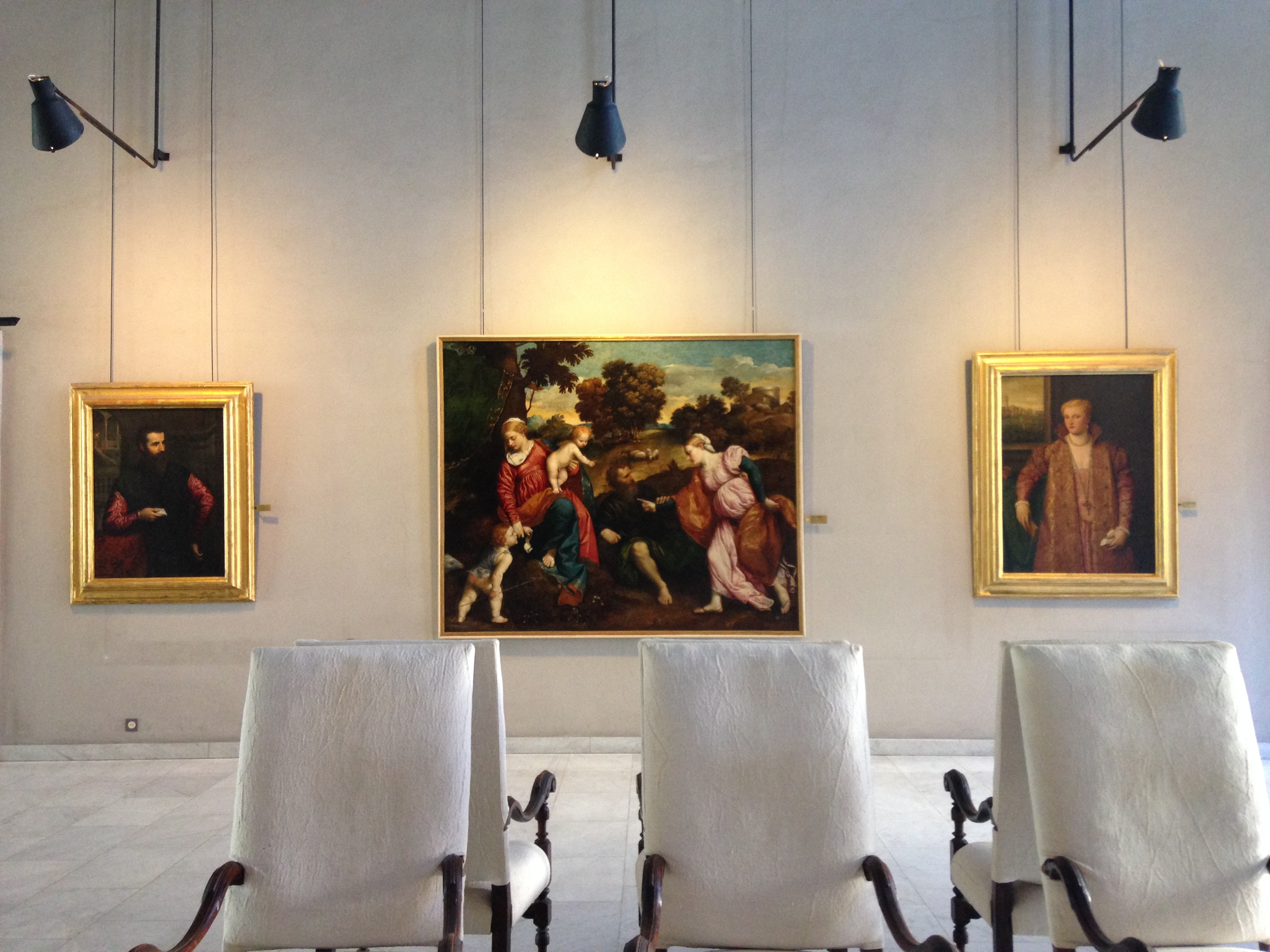
Експозиція венеційських майстрів. Палаццо Бьянко, Генуя
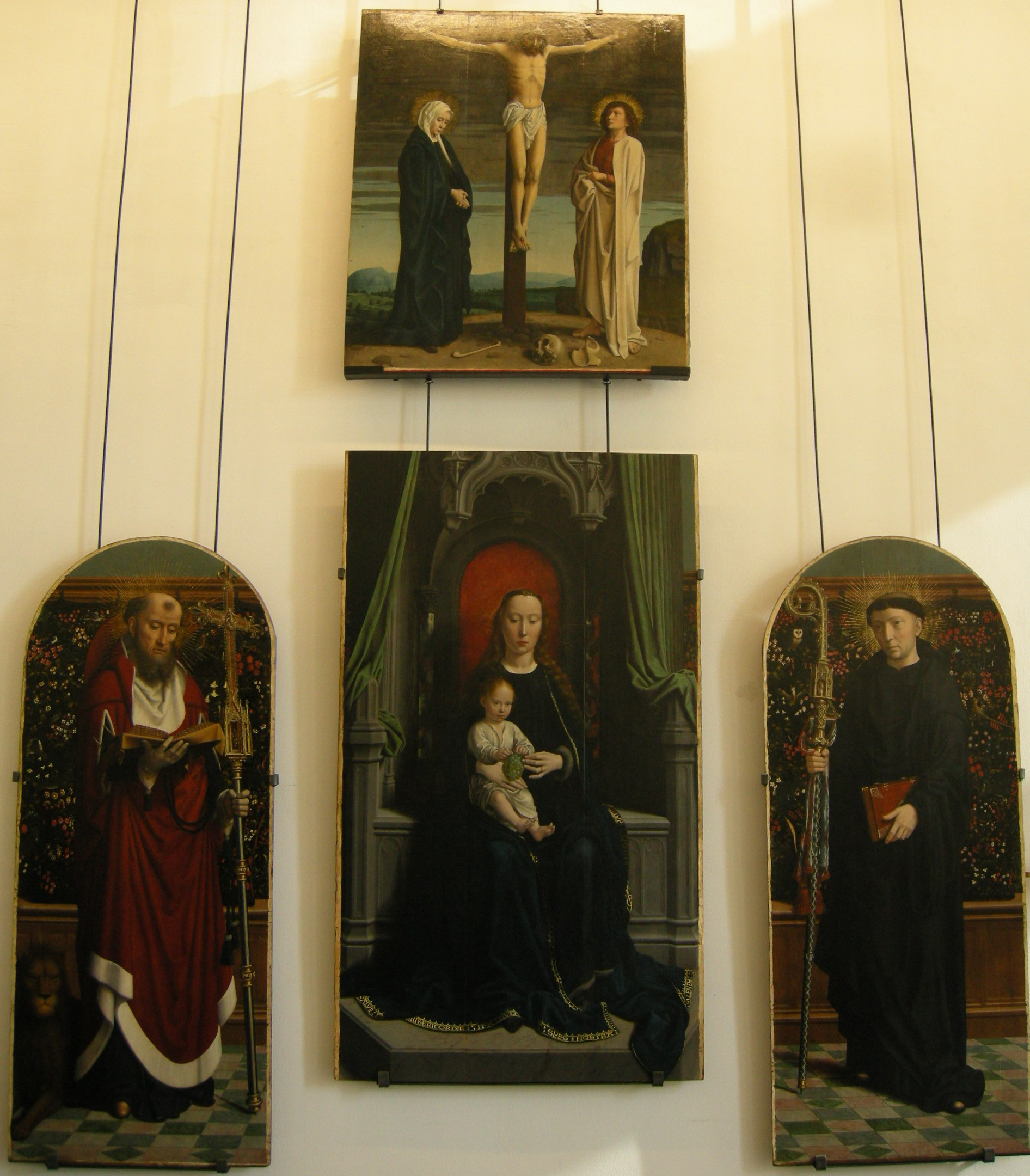
Герард Давід, поліптих Чечвари, експозиція.
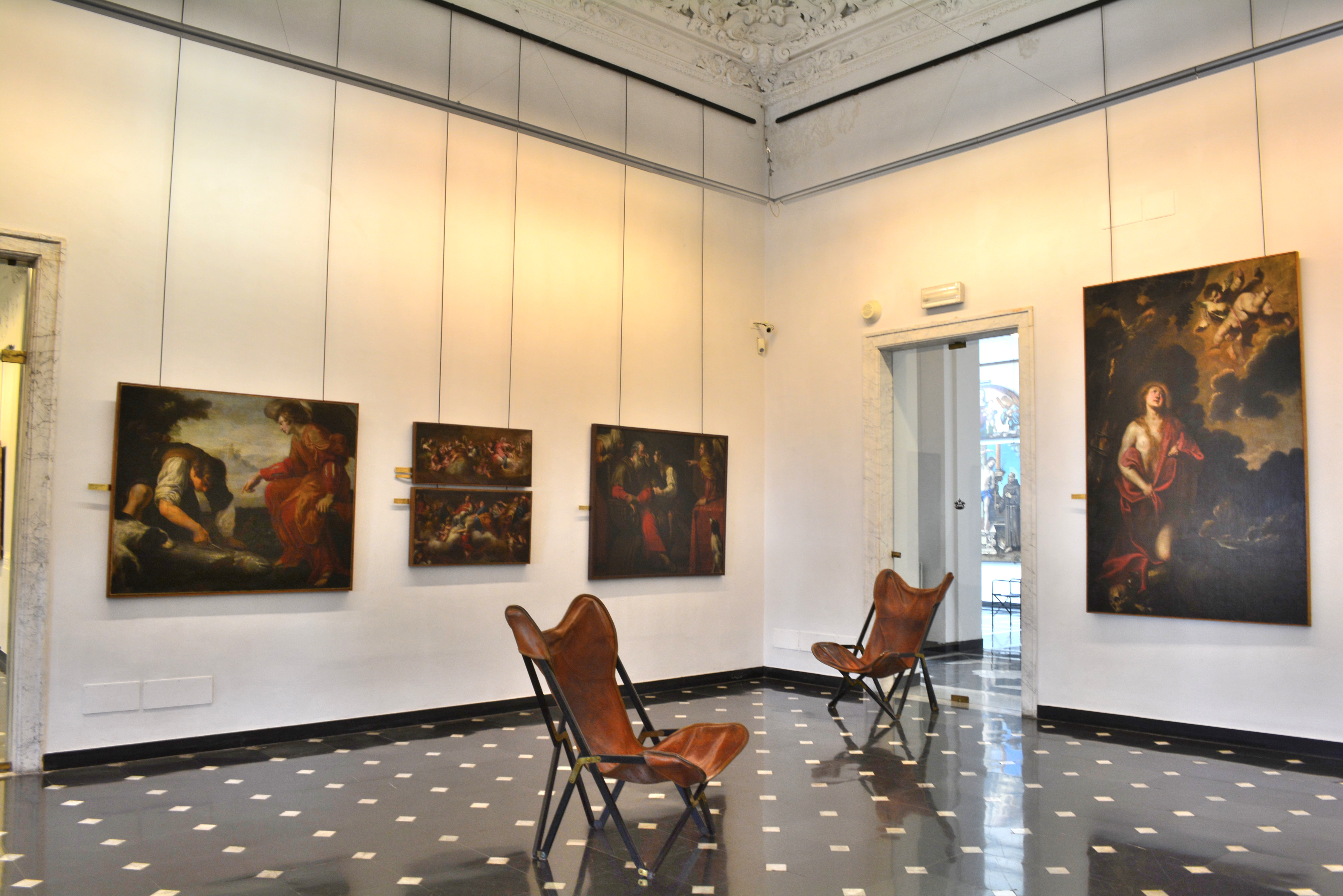
Експозиція картин.  Палаццо Бьянко, Генуя

## Фасади палацової споруди

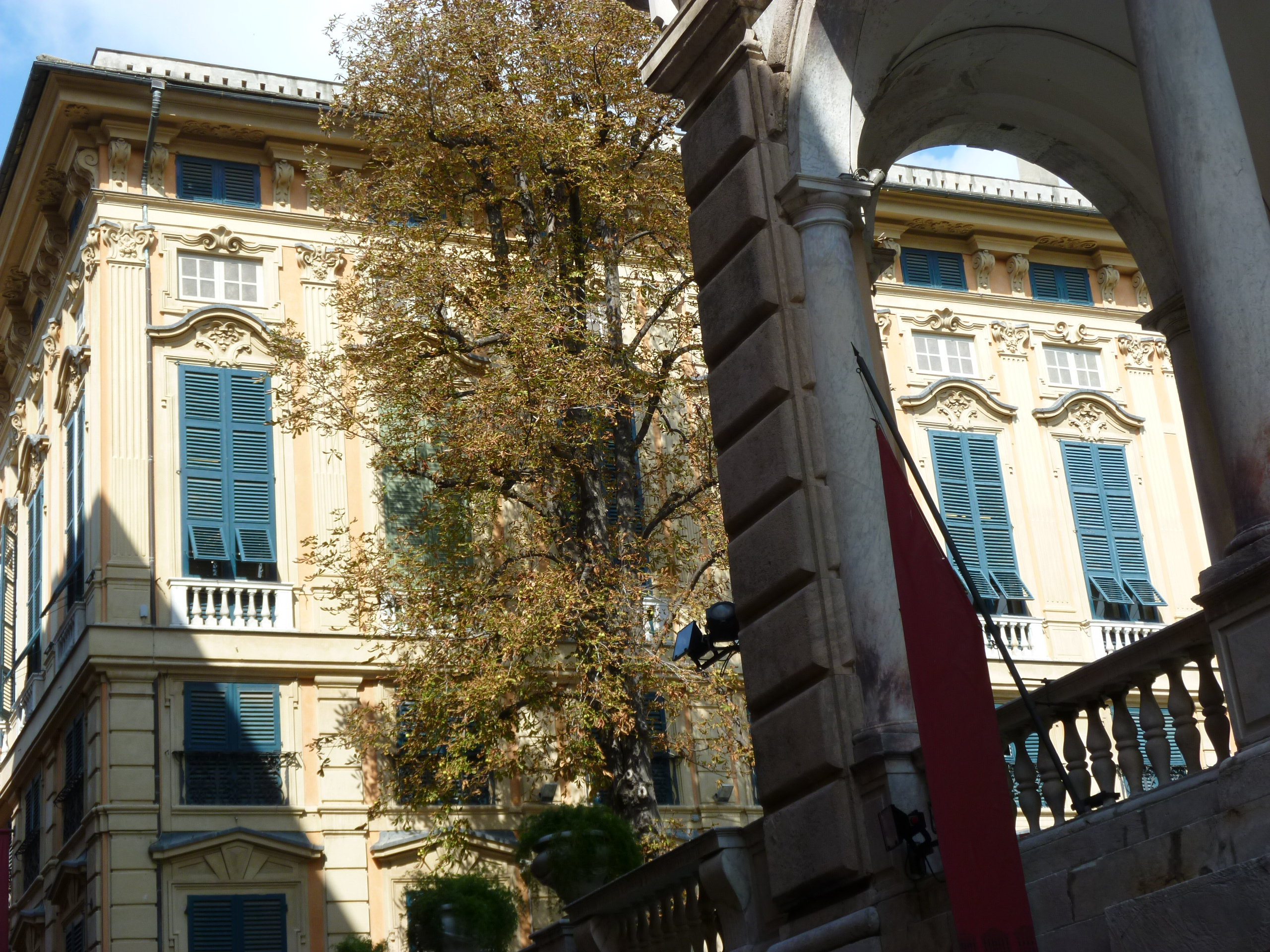
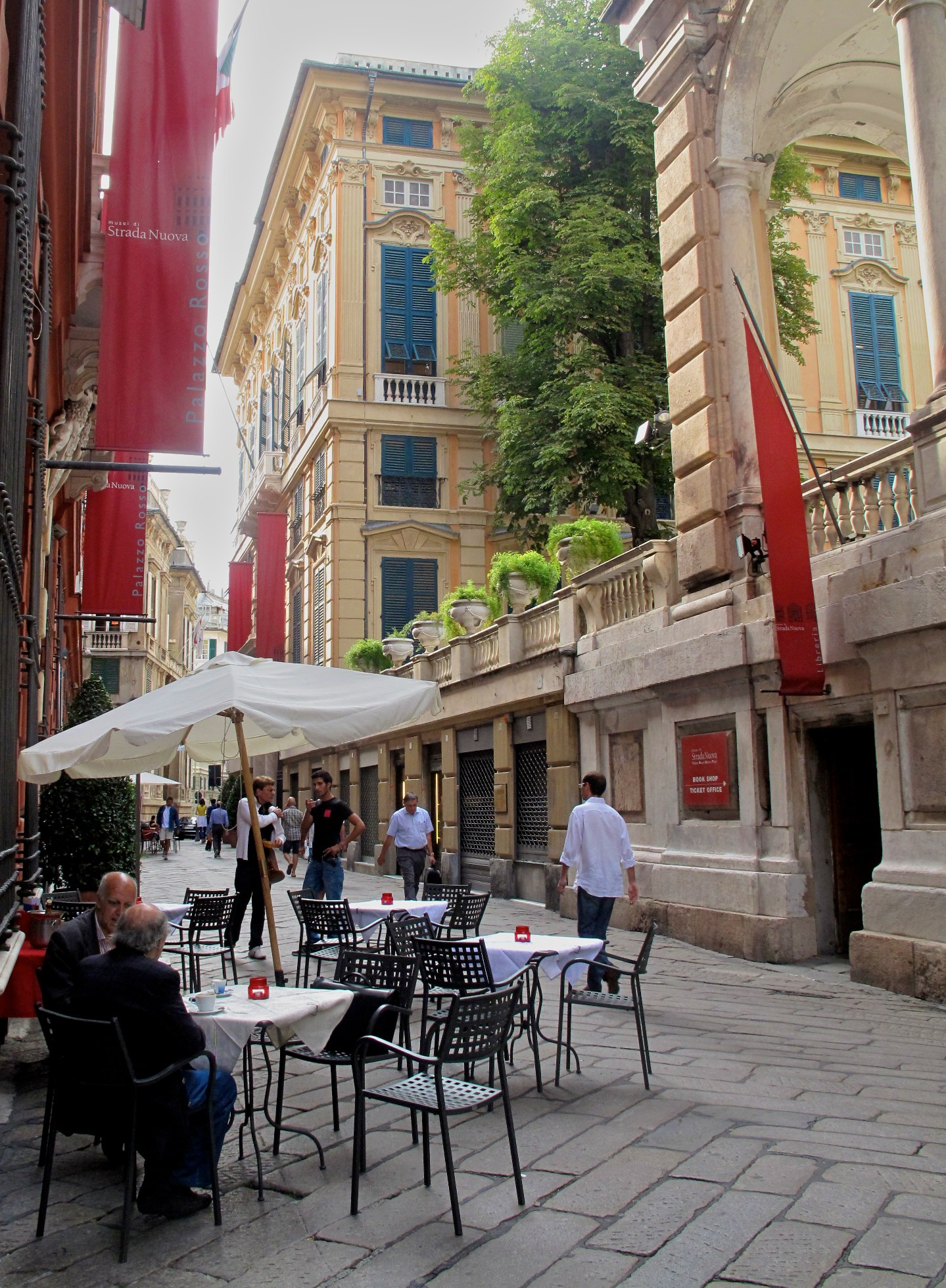
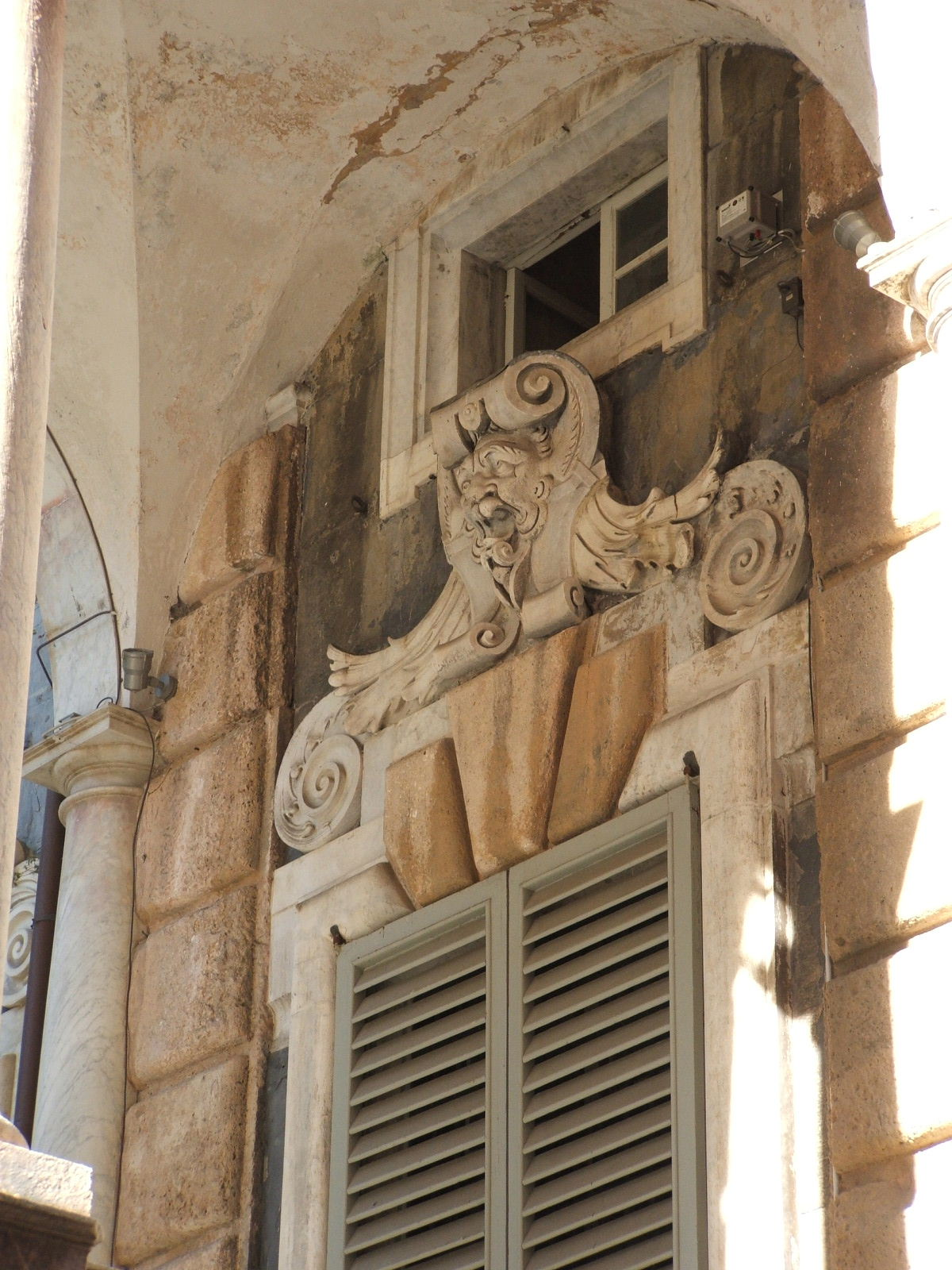
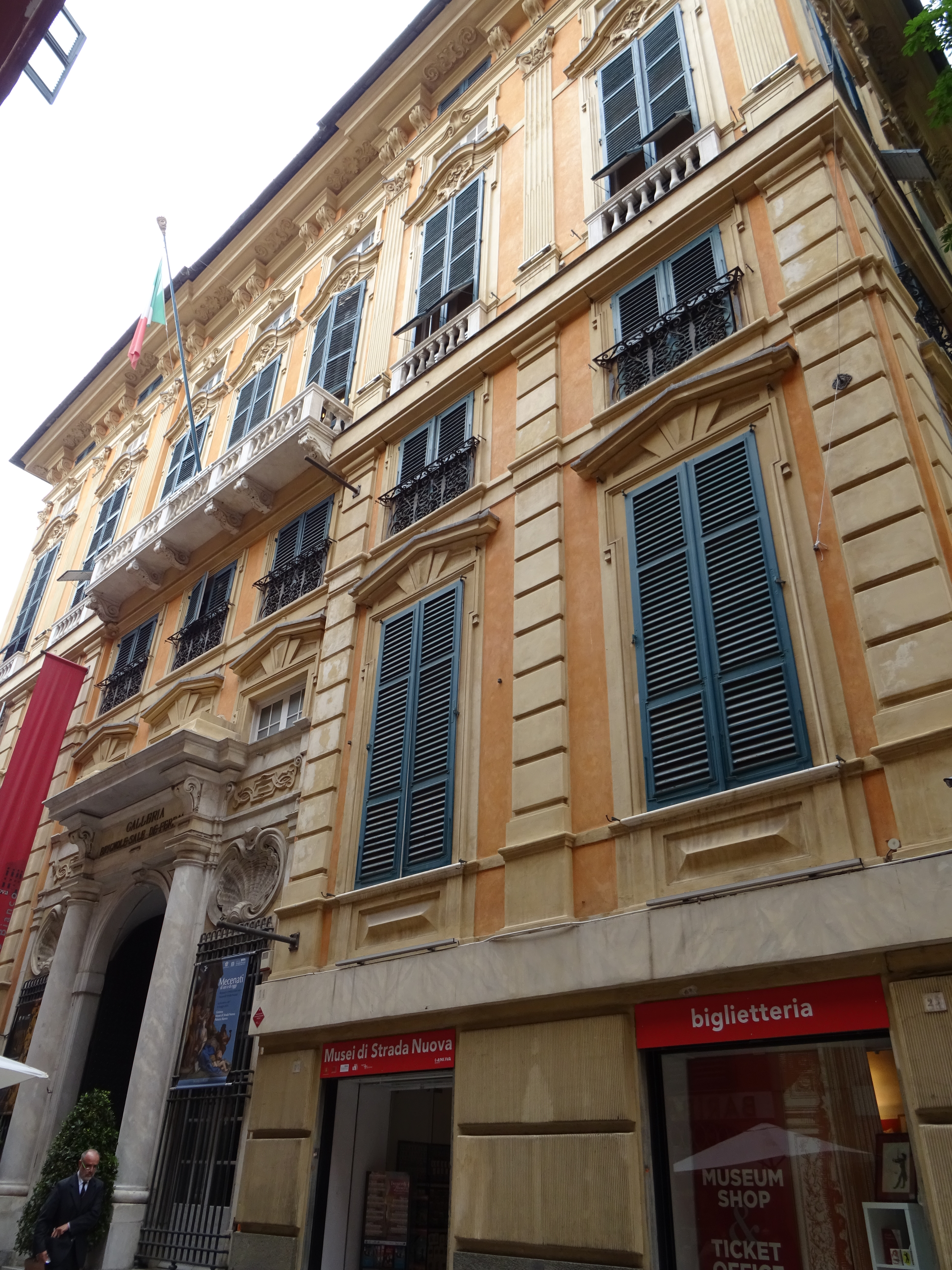

## Скарби мистецтва в музеї

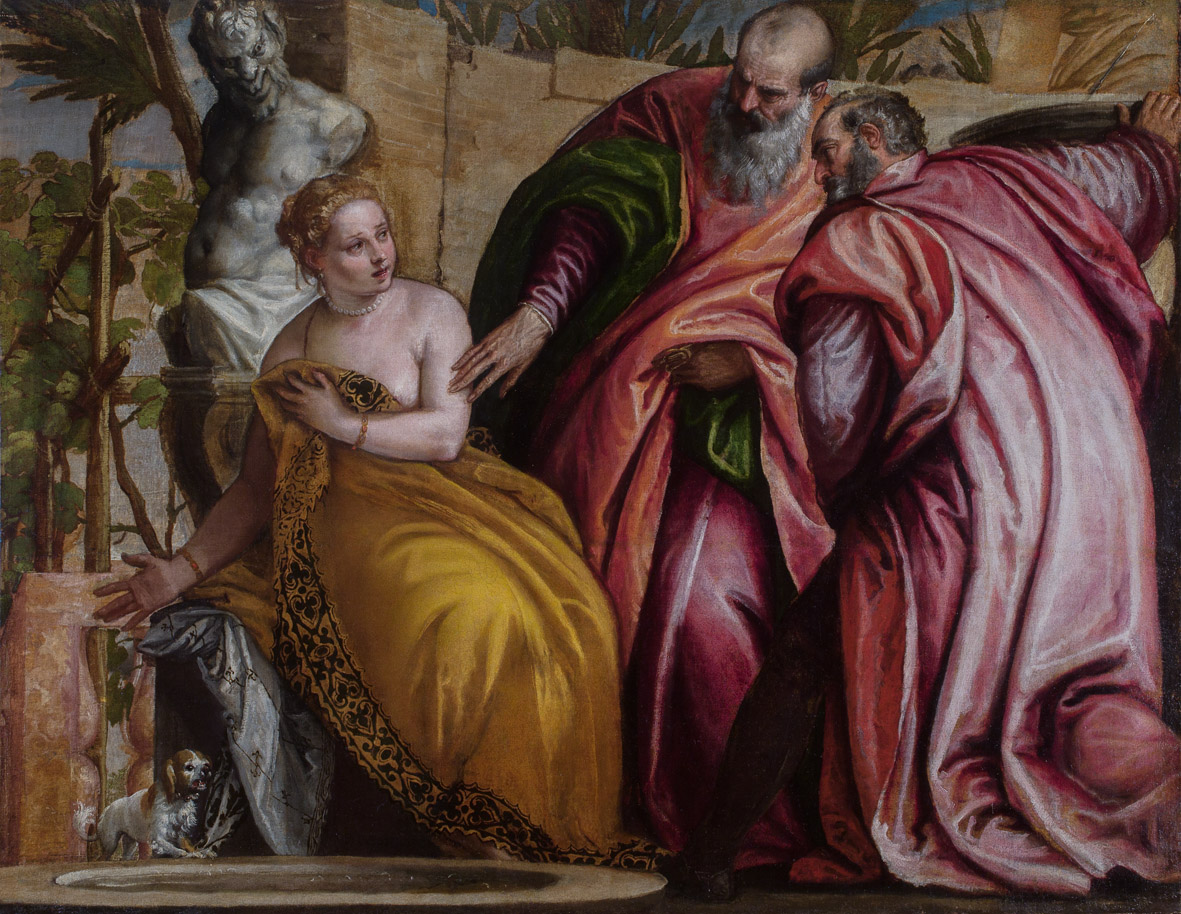
Паоло Веронезе. Сусанна і старці

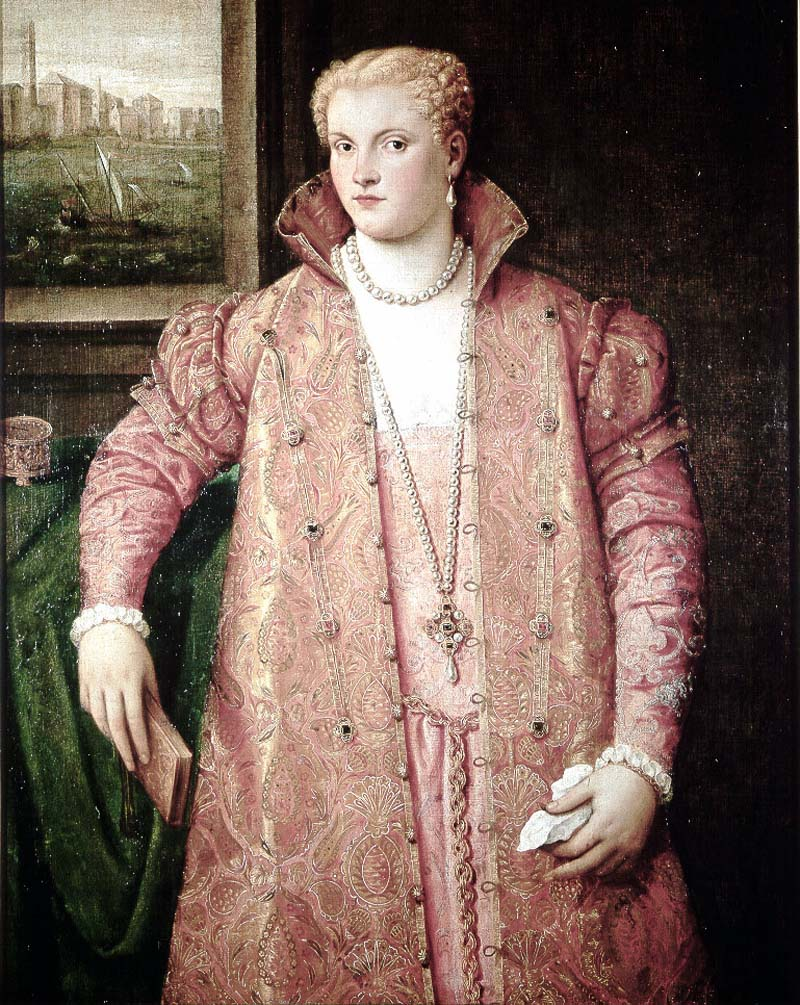
Парасіо Мікелі. Портрет венеційки в рожевому, 1565 р.
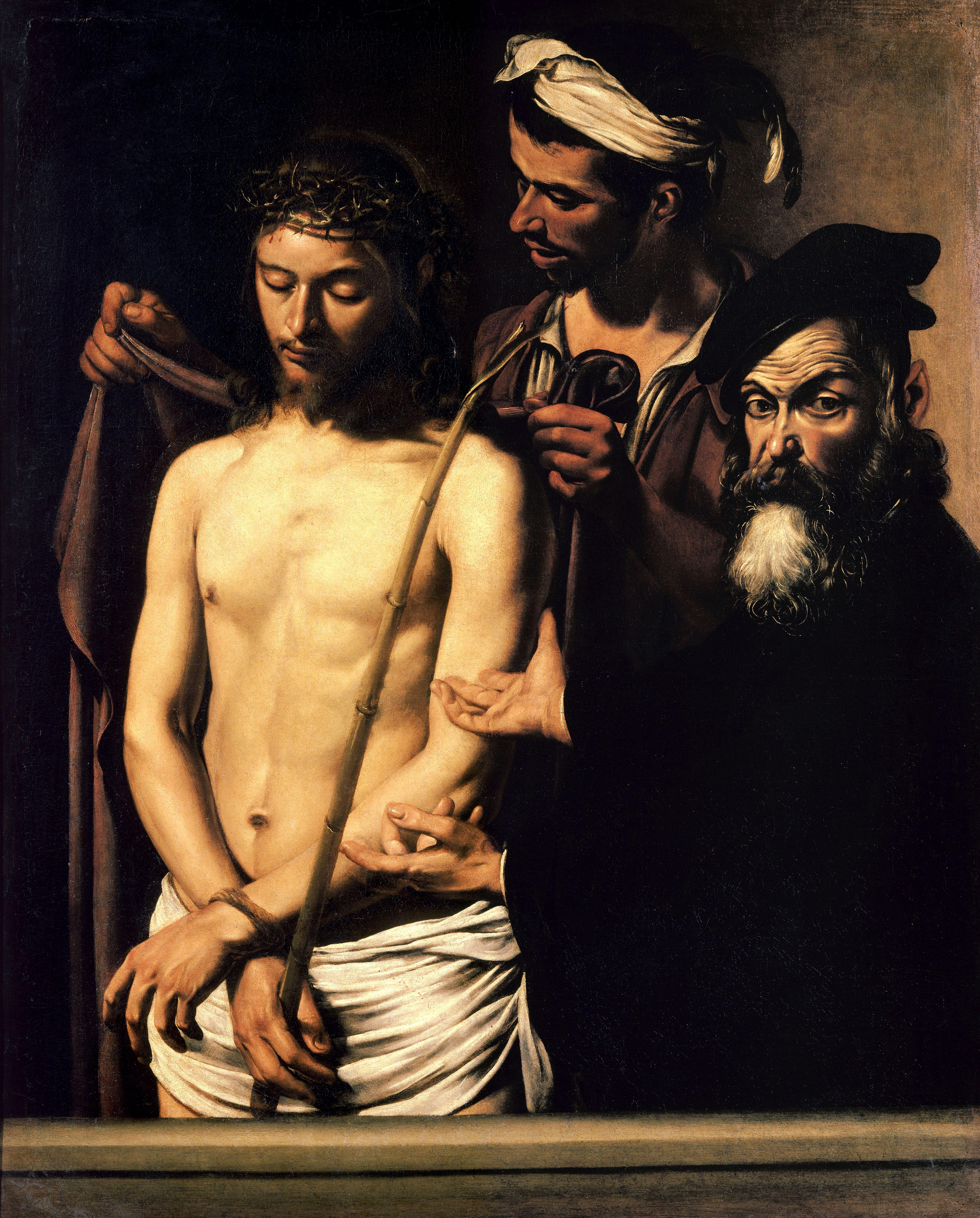
Караваджо, Ecco Homo
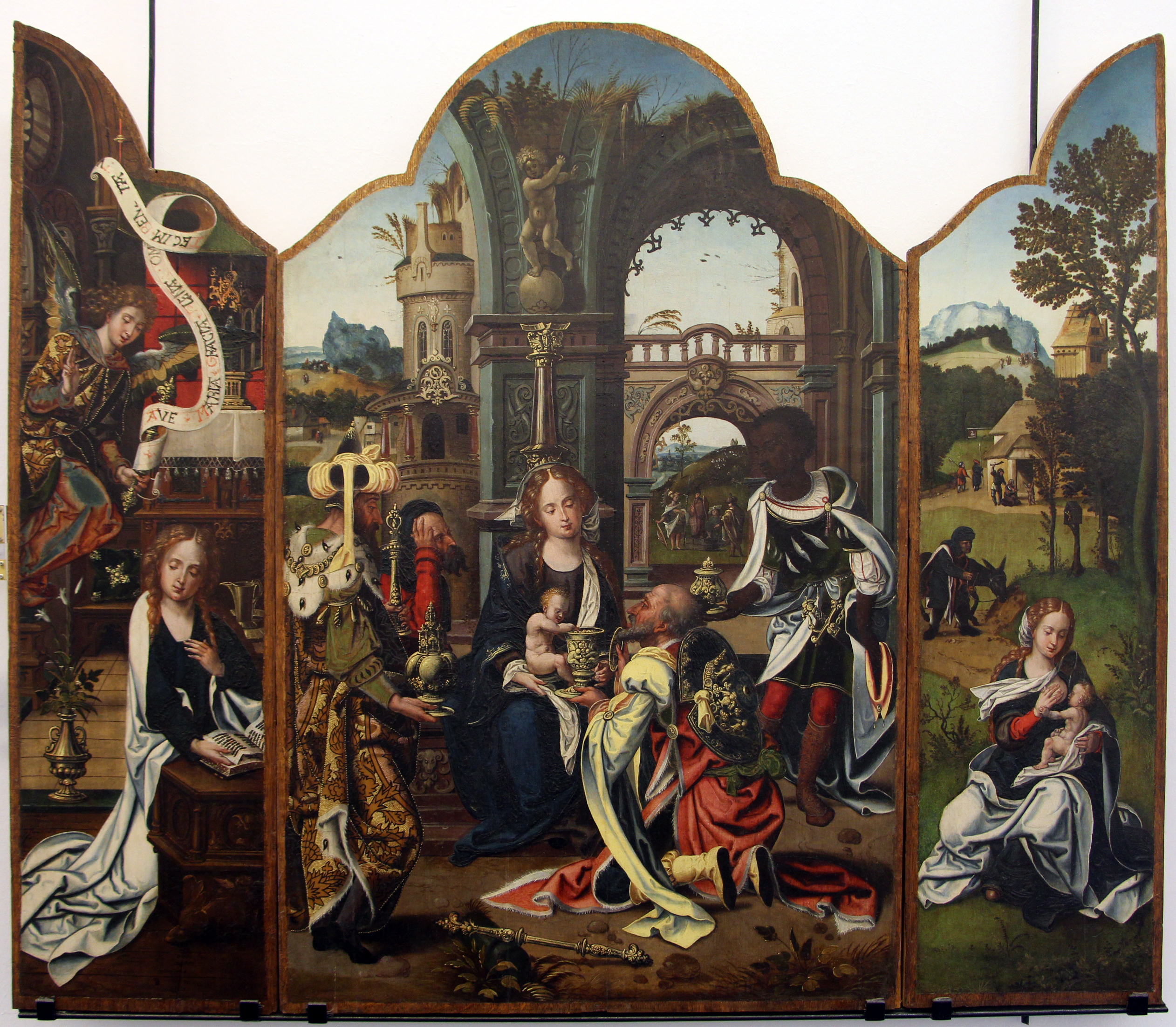
Пітер Кук ван Альст. Триптих з поклонінням трьох королів немовляті Христу
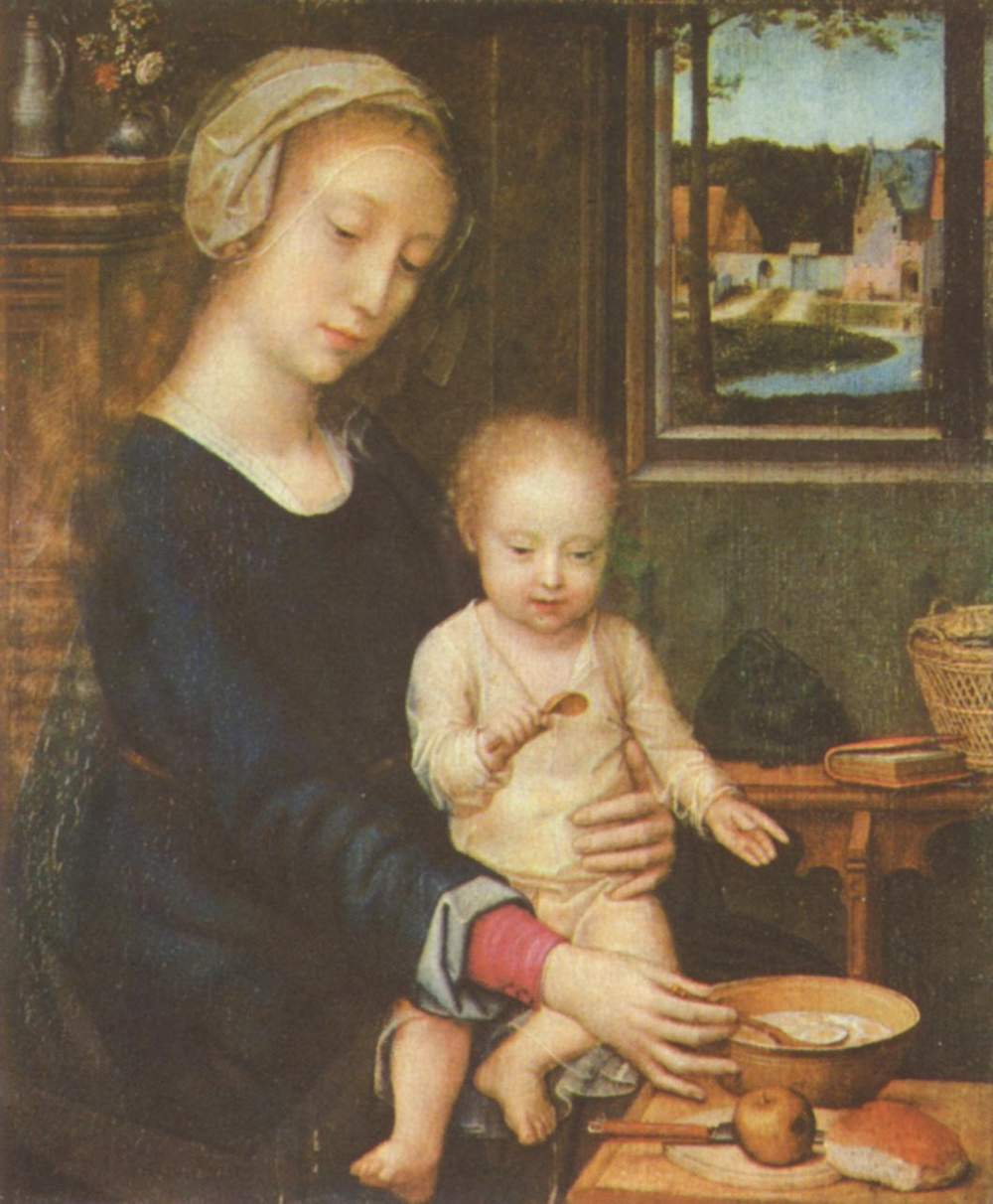
Герард Давід. Мадонна з немовлям
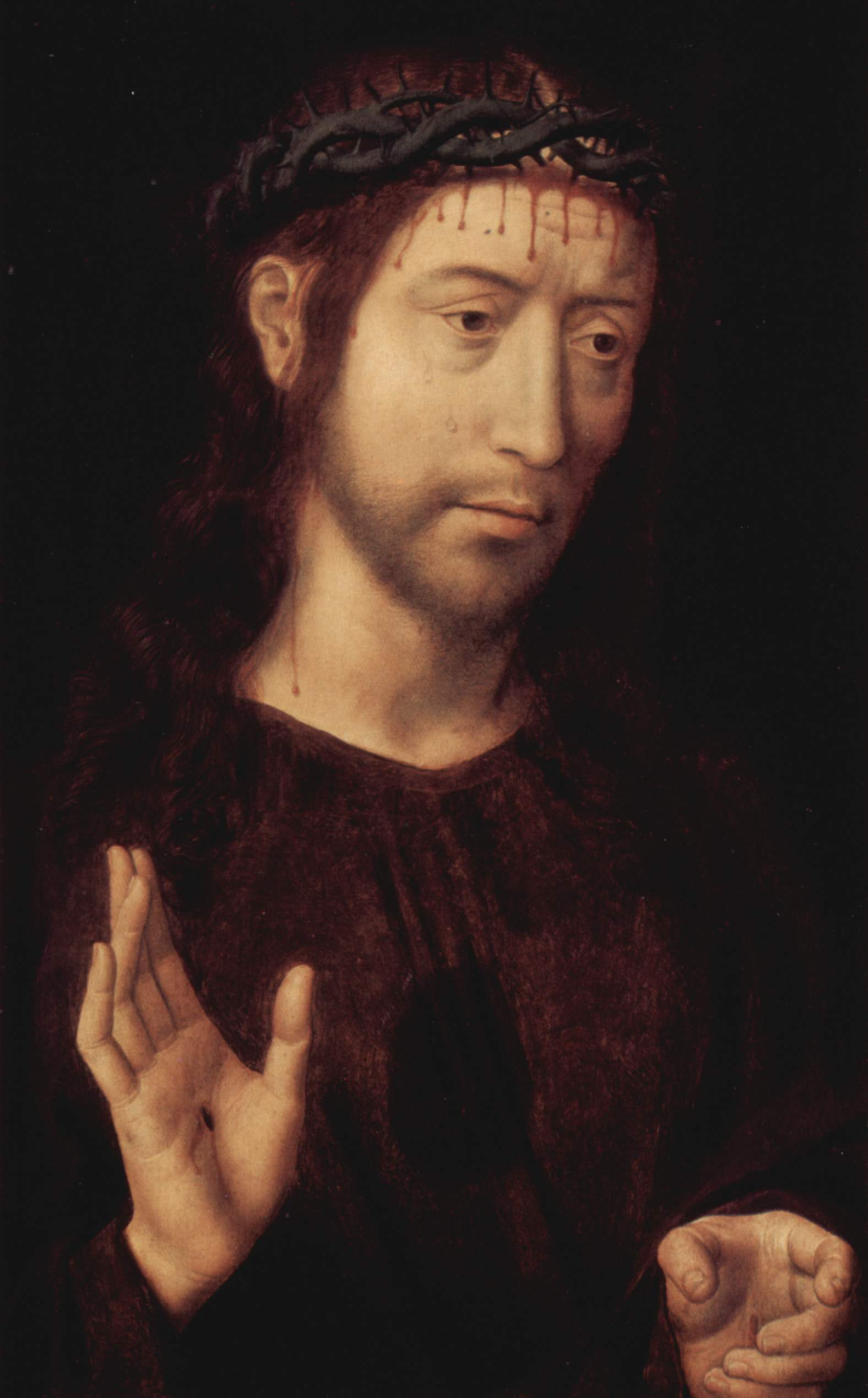
Ганс Мемлінг.  Христос, Палаццо Россо, Генуя.
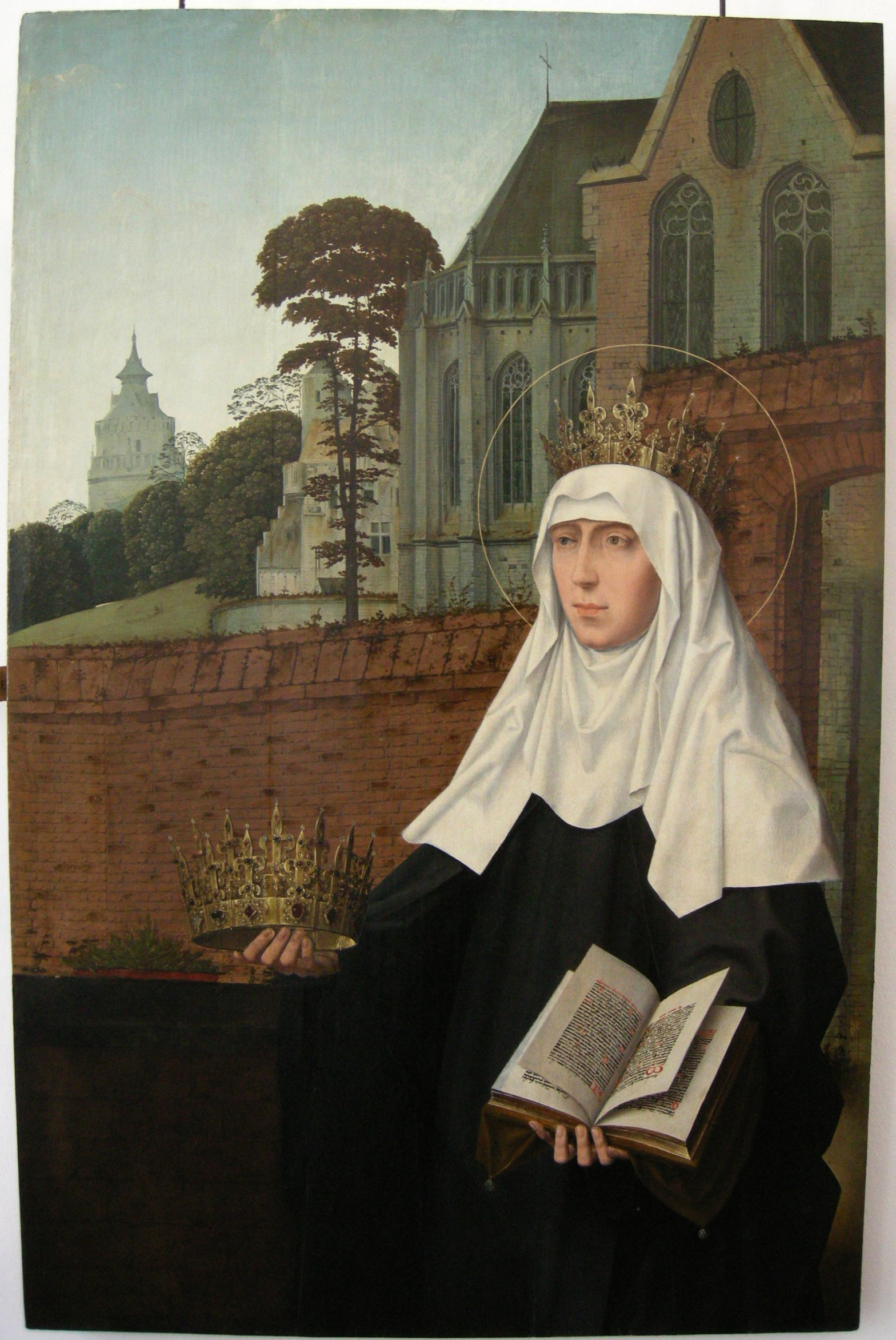
Ян Провост. Свята Єлизавета Угорська
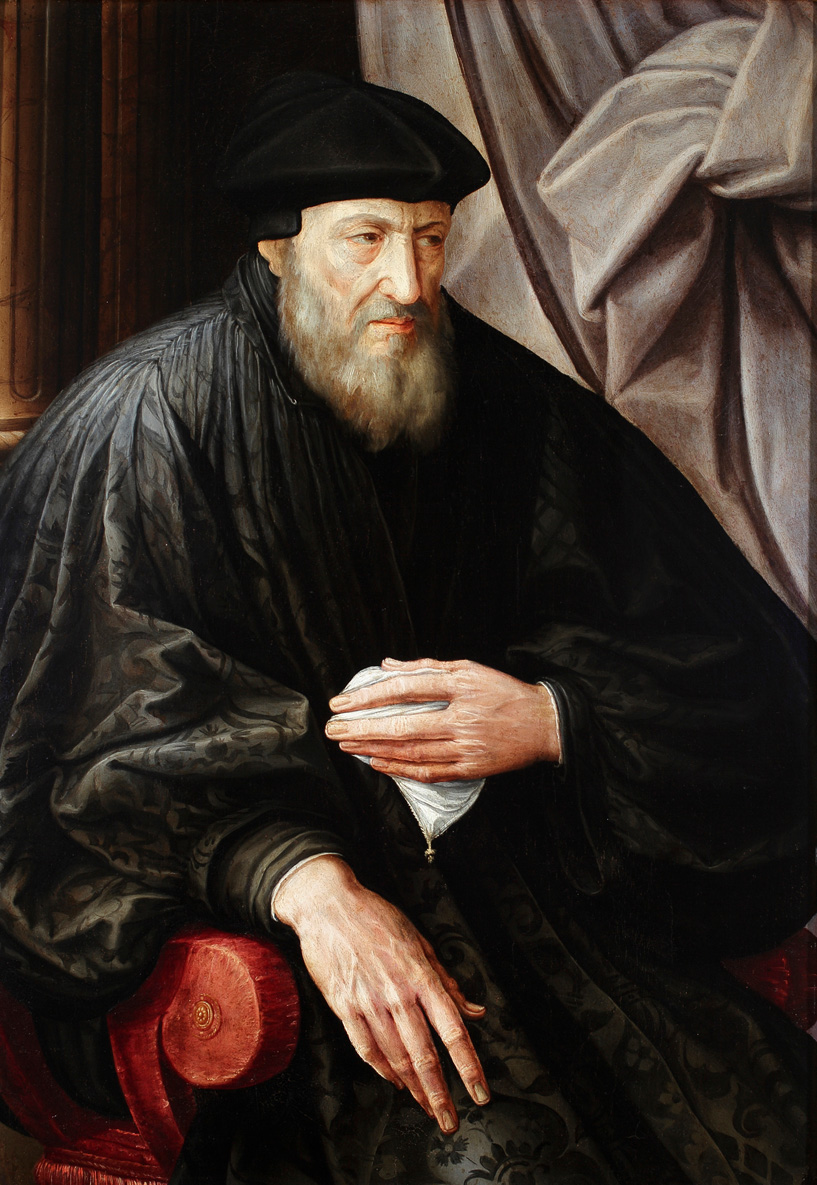
Доменіко Альфарі або Ян Массейс. Портрет Андреа Доріа в похилому віці (?)
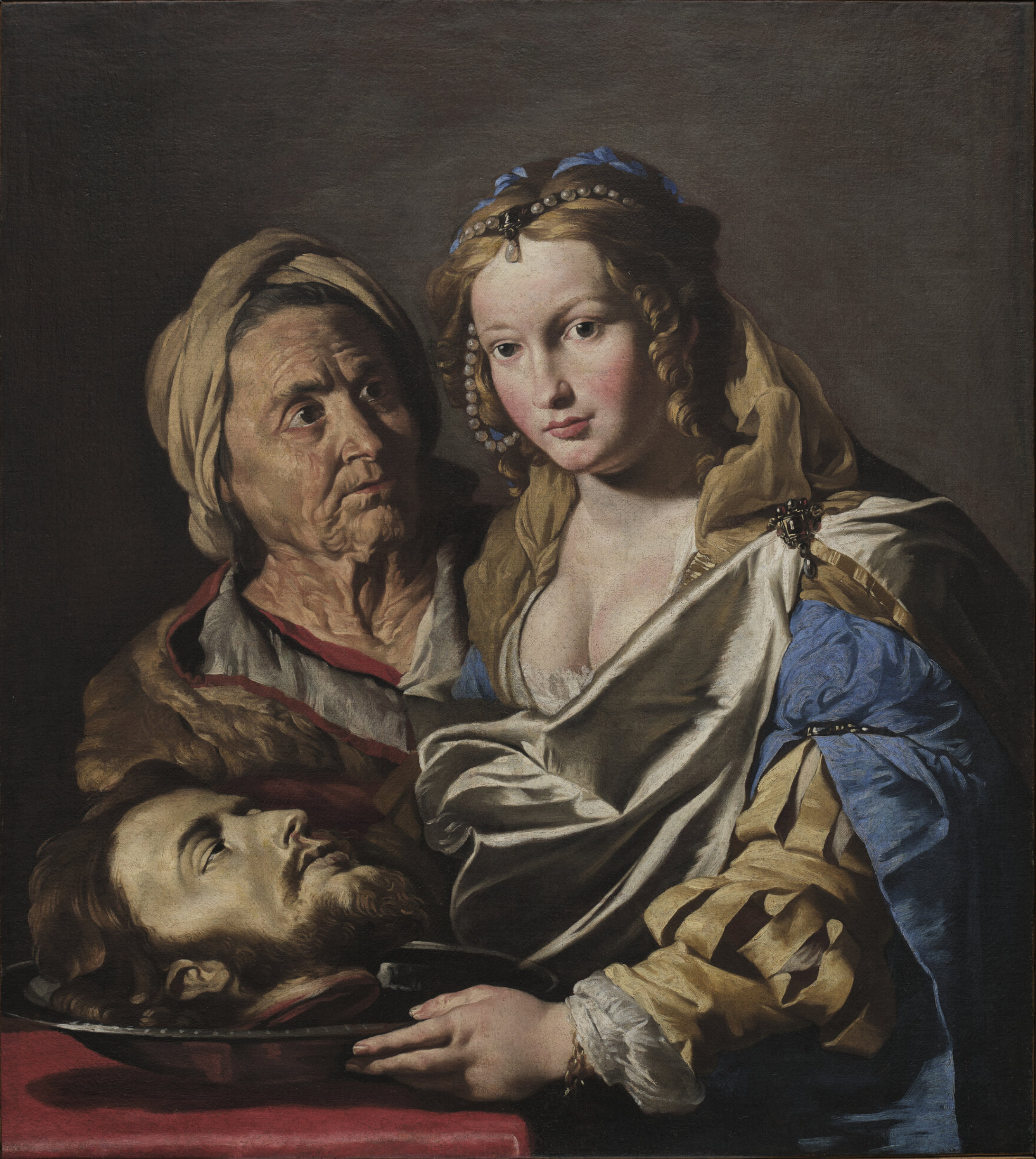
Матіас Стомер. Саломея з головою Івана Хрестителя, до 1652 р.
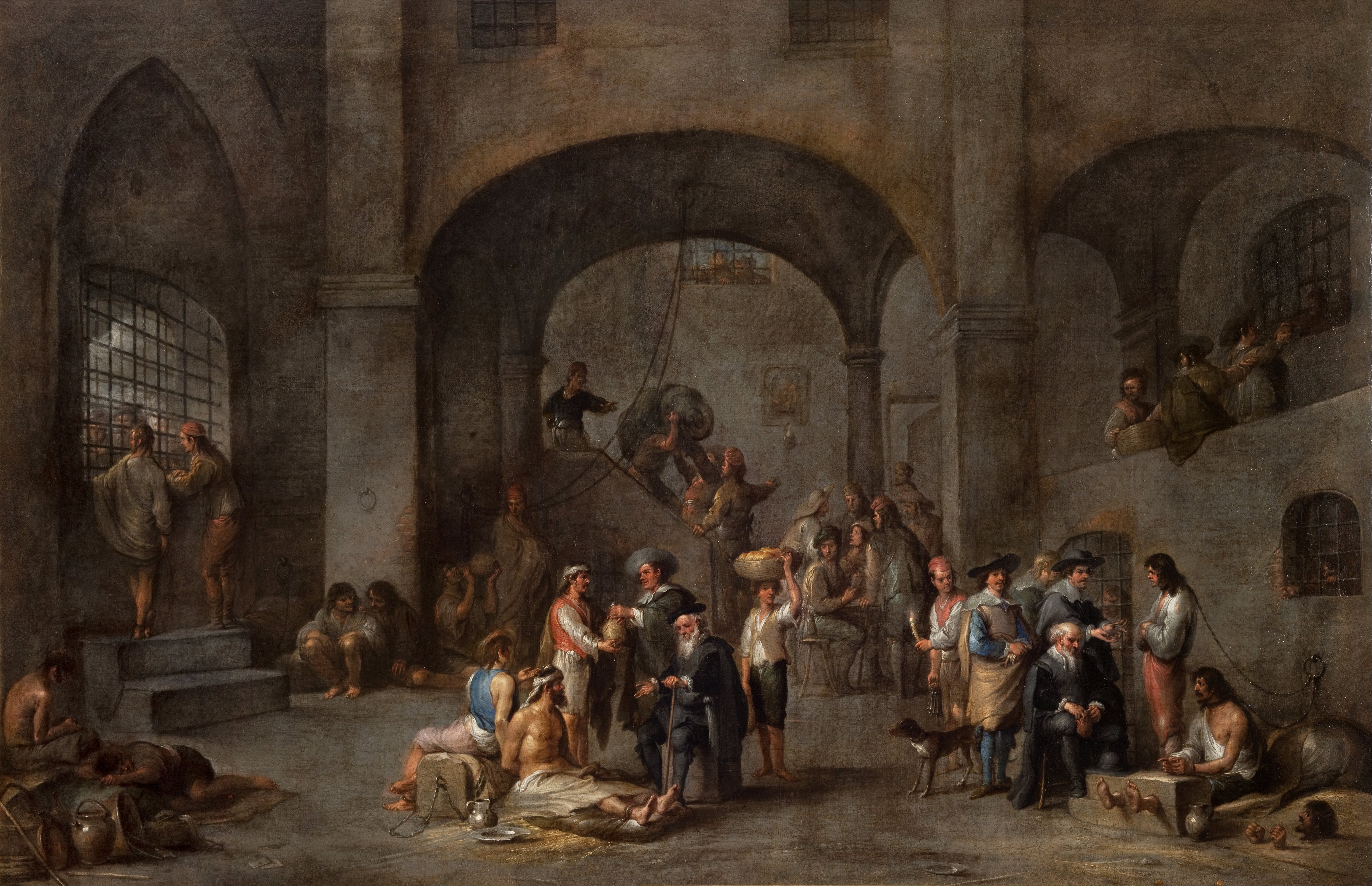
Корнеліс де Валь. Відвідини ув'язнених в тюрмі, серія «Сім християнських чеснот», Палаццо Россо, Генуя.
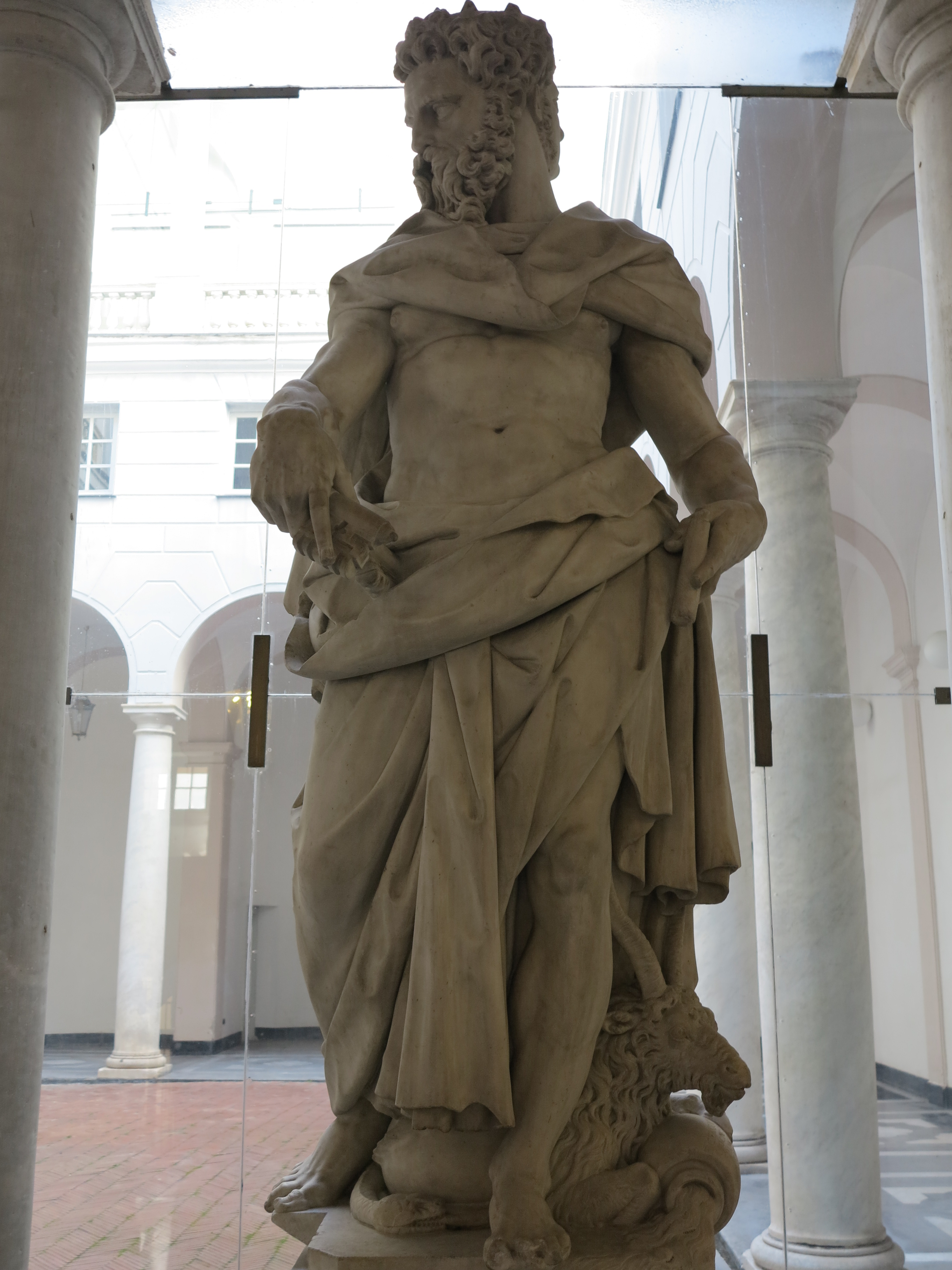
Скульптура роботи П'єтро Франкавілла.
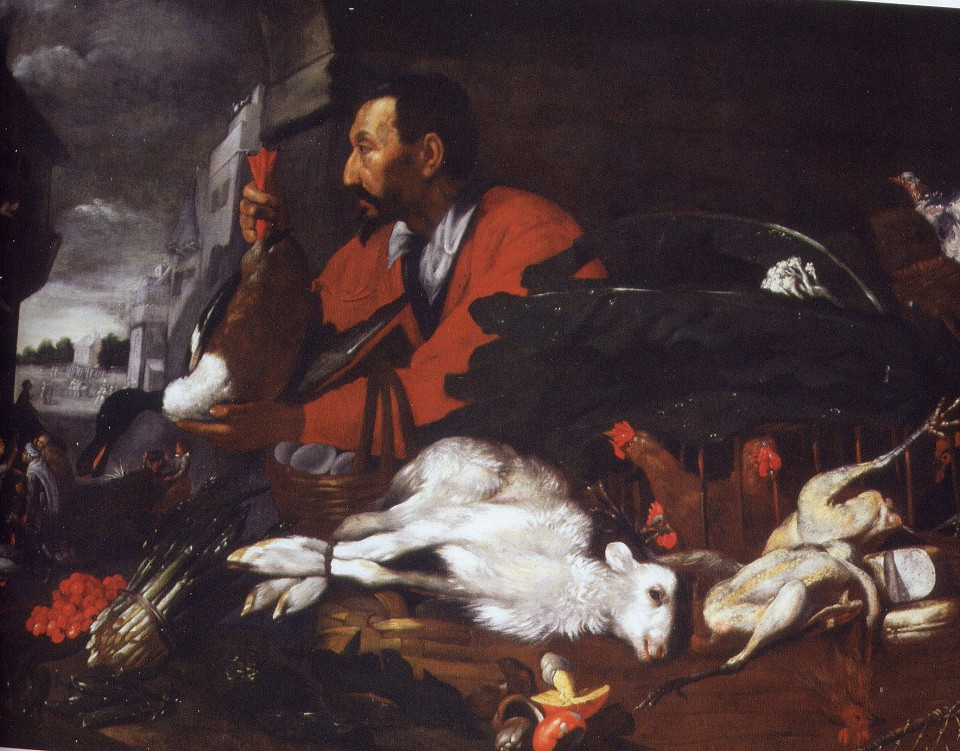
Джакомо Легі. Торгівля свійськими тваринами. Палаццо Россо, Генуя.